# Iván Marino Ospina
Iván Marino Ospina Marín alias Felipe (Roldanillo, 16 de abril de 1940-Cali, 28 de agosto de 1985) fue un guerrillero colombiano.
Fue miembro de la guerrilla de las Fuerzas Armadas Revolucionarias de Colombia (FARC), posteriormente cofundador y cabecilla del Movimiento 19 de abril (M-19) tras la muerte de Jaime Bateman Cayón.

## Biografía
Nació en Roldanillo (Valle del Cauca), criado en Tuluá y en Pereira, hijo de padre conservador laureanista cercano a los pájaros de la Violencia de los años 1950. Estudió en el colegio Deogracias Cardona de Pereira, donde fue líder estudiantil. Se vincula a las Juventudes Comunistas de Colombia (JUCO) y organiza la Federación Estudiantil Caldense junto con Manuel Vásquez. En 1961, el Partido Comunista Colombiano lo envía junto a Jaime Bateman al Consomol, en la Unión Soviética.

### Militancia en las FARC
En 1966 se unió a las Fuerzas Armadas Revolucionarias de Colombia (FARC), donde estuvo junto a Pedro Antonio Marin alias Tirofijo, Luis Morantes alias Jacobo Arenas', Álvaro Fayad y Ciro Trujillo en actividades políticas dentro de la guerrilla. Posteriormente, fue expulsado de las FARC, junto con Jaime Bateman Cayón, debido a diferencias estratégicas relacionadas con el enfoque de la lucha armada, ya que ambos argumentaban la necesidad de trasladar las acciones guerrilleras a las ciudades.
Tras su salida de las FARC, se unió a grupos guerrilleros en Venezuela, donde permaneció hasta 1970. A su regreso a Colombia, fue detenido y recluido en la Cárcel de Cartago (Valle del Cauca).

### Militancia en el M-19
Para participar en la fundación del Movimiento 19 de abril M-19 en compañía de Jaime Bateman, su amigo desde las épocas de las Juventudes Comunistas de Colombia (JUCO) y de las FARC y a quien hacía poco también habían expulsado de ese grupo guerrillero. Desde entonces sería el número dos del M-19 con el alias de Felipe y como tal participó en atracos bancarios y robo de armamento, el secuestro y fusilamiento del dirigente sindical José Raquel Mercado en 1976, el robo de armas del Cantón Norte el 1 de enero de 1979, era el encargado de la Regional del Occidente.

#### Detención y fuga
Pocos días después de este último hecho, Ospina fue detenido en Cali y enviado a Bogotá donde, según múltiples denuncias, fue torturado en las Cuevas de Sacromonte, hasta el punto de que intentó suicidarse. En junio de 1980, cuando se adelantaba el Consejo de Guerra contra los detenidos del M-19, Iván Marino (disfrazado de mayor del Ejército Nacional) y José Helmer Marín, se fugaron de la Cárcel La Picota y se dirige fuera del país a manejar las relaciones internacionales del M-19.

### Comandante del M-19
Tras la muerte de Jaime Bateman en 1983, Ospina asumió la jefatura del grupo guerrillero cuando se encontraba en Caquetá, luego se reuniría junto a Álvaro Fayad con la dirigencia de las FARC-EP Manuel Marulanda y Jacobo Arenas para pactar la unidad de las guerrillas.Además tras el intento de secuestro de Carlos Lehder y el secuestro de Martha Nieves Ochoa que causaron la creación del Muerte A Secuestradores (MAS) se habría reunido con Pablo Escobar.También se habría reunido junto a Fayad con Gilberto Rodríguez Orejuela del Cartel de Cali.

#### Negociaciones con el gobierno de Belisario Betancur
En Madrid (España) el 14 de noviembre de 1983, tuvo una entrevista junto a Álvaro Fayad con el presidente Belisario Betancur, de la que saldrían los acuerdos de tregua del 24 de agosto de 1984, conocidos como los Acuerdos de Corinto, Hobo y Medellín. Luego se reunirían en diciembre de 1983 en Ciudad de México.En diciembre de 1984, en una rueda de prensa luego de una reunión en México, produjo lo que fue calificado como un error: aplaudió las amenazas de la mafia a los funcionarios estadounidenses en Colombia.

#### Novena Conferencia del M-19
En la Novena Conferencia del M-19, llevada a cabo en el campamento de Los Robles, Miranda (Cauca), entre el 7 y 21 de febrero de 1985, se decidió que fuera reemplazado en la comandancia por Álvaro Fayad en 1985, pero siguió perteneciendo a la dirección nacional del movimiento.Por motivos como el manejo de las negociaciones con el gobierno, y su ausencia en la Batalla de Yarumales en diciembre de 1984. Su posición del lado de la línea dura, le valió que algunos lo llamaran "Iván, el Terrible".

## Muerte
El Ejército Nacional, el Departamento Administrativo de Seguridad (DAS) y la Policía Nacional montaron un operativo militar denominado "Oiga caleño, vea" en contra de los guerrilleros del M-19 en agosto de 1985. Se desarrolló en el barrio Los Cristales de Cali. Según la versión oficial, después de una labor de inteligencia las fuerzas que intervinieron en la operación localizaron por un informante una casa en la cual, se decía, estaba el comandante del M-19.
La casa fue sitiada en la madrugada del 28 de agosto de 1985, y después de una hora de combate cayeron Ospina y un guerrillero que le servía de guardaespaldas, Gerardo Ospina y 4 civiles. Su hijo Jorge Iván Ospina, en aquel entonces de 20 años, resultó herido en esa operación.
El comando guerrillero del M-19 que realizó la Toma al Palacio de Justicia de Bogotá en noviembre de 1985 llevaba su nombre.

## Descendencia
Su hijo Jorge Iván fue alcalde de Cali en los períodos 2008-2011 y 2019-2023, así como senador de la república 2014-2018, y su hijo Mauricio fue senador en el Congreso de la República de Colombia para la legislatura 2010-2014.